# John Methuen
John Methuen (1650-1706) est un diplomate anglais qui négocia le traité de  Methuen entre l'Angleterre et le Portugal qui fut signé en 1703.

## Historique
Peu avant sa mort, Guillaume III d'Orange, roi d'Angleterre, chargea l’ancien ambassadeur britannique au Portugal, John Methuen, un riche négociant en textile, de passer des accords commerciaux avec les grands propriétaires de vignobles portugais. 
Les entretiens se tinrent à Lisbonne entre le marquis d’Alagrete, le duc de Cadavalet et le plénipotentiaire anglais. Ils décidèrent que les tissus anglais pourraient pénétrer au Portugal sans restriction, tandis que les vins portugais obtenaient une réduction des droits de douane du tiers par rapport à la concurrence française. 
Le 27 décembre 1703 le traité de Methuen fut signé et ratifié l’année suivante par les gouvernements respectifs. Alors que l'industrie textile portugaise était sacrifiée, ce traité marqua l'essor du commerce des vins de Porto à l'échelle internationale. Cependant, la plupart étaient mal vinifiés et supportaient mal le transport. Rapidement, le choix se porta vers la production des monastères et ces vins furent revendus en Angleterre sous l'appellation priestport (porto des prêtes).
Ce traité était particulièrement intéressant pour l'Angleterre, car il lui ouvrait un marché pour ses produits au début de la révolution industrielle et rendait le Portugal économiquement dépendant.